# ولیکو ارشج
ولیکو ارشج (به لاتین: Veliko Orašje}} یک عوارض جغرافیایی در صربستان است که در ولیکا پلنا واقع شده‌است.

## خصوصیات
ولیکو ارشج ۲٬۲۹۹ نفر جمعیت دارد.